# Sławosze
Sławosze (niem. Heinriettenfeld) – przysiółek osady Święty Kamień w Polsce, położony w województwie warmińsko-mazurskim, w powiecie kętrzyńskim, w gminie Barciany. Wchodzi w skład sołectwa Asuny.
W latach 1975–1998 przysiółek administracyjnie należał do województwa olsztyńskiego.
Przysiółek w XVIII w. występowała jako folwark.

## Zobazc też
- Wętławki